# Dan Air (Rumania)
Dan Air, (anteriormente llamada Just Us Air), es una aerolínea rumana fundada en 2017 con sede en Bucarest.
Comenzó a operar vuelos regulares de pasajeros bajo su propia marca en junio de 2023, después de operar previamente vuelos chárter y vuelos de arrendamiento con tripulación con sus propios aviones para varias otras aerolíneas desde su fundación a fines de 2017.

## Historia
La aerolínea comenzó a operar a principios de 2018 bajo el nombre de Just Us Air, y cambió su nombre a su actual nombre a fines de 2021.
La compañía comenzó a realizar vuelos regulares de pasajeros bajo su propia marca en junio de 2023, desde el Aeropuerto Internacional Henri Coandă en Bucarest, Rumanía, y desde el nuevo aeropuerto de Brașov, Rumanía. Actualmente vuela solo a destinos en Europa Occidental, pero a partir de noviembre de 2023, también está previsto que vuele a Israel y los Emiratos Árabes Unidos.
Los vuelos desde el aeropuerto de Bucarest-Otopeni se fusionaron con los del aeropuerto internacional de Brașov-Ghimbav que se dirigían y llegaban a los mismos destinos, debido al horario operativo de este último solo entre las 07:00 y las 19:00.
La compañía dejó de operar vuelos desde Bucarest-Otopeni desde julio de 2023 y durante la segunda mitad del año, aumentando su atención en el aeropuerto de Brașov-Ghimbav. En diciembre de 2023, la compañía trasladó todos sus vuelos al Aeropuerto Internacional George Enescu en Bacău, donde abrió una selección completamente nueva de rutas a diez destinos en toda Europa.
En julio de 2024, la Autoridad Aeronáutica Civil Rumana (RCAA) había retrasado repetidamente el registro del segundo avión de Dan Air (YR-RAM), lo que provocó pérdidas financieras diarias. A partir de octubre de 2024, el tercer Airbus A320 de Dan Air (YR-JUL) todavía está siendo utilizado por la aerolínea de bajo costo rumana Animawings, después de haber sido arrendado a Dan Air en abril de 2024.

## Destinos
Dan Air opera en la actualidad vuelos regulares a los siguientes destinos (febrero de 2025):
| Países      | Destinos    | Aeropuertos                                       | Desde | Desde |
| Países      | Destinos    | Aeropuertos                                       | OTP   | BCM   |
| ----------- | ----------- | ------------------------------------------------- | ----- | ----- |
| Alemania    | Dortmund    | Aeropuerto de Dortmund                            |       | X     |
| Alemania    | Hamburgo    | Aeropuerto de Hamburgo                            | X     |       |
| Alemania    | Memmingen   | Aeropuerto de Memmingen                           |       | X     |
| Alemania    | Weeze       | Aeropuerto de Baja Renania                        | X     |       |
| Bélgica     | Bruselas    | Aeropuerto de Bruselas                            |       | X     |
| Chipre      | Lárnaca     | Aeropuerto Internacional de Lárnaca               | X     |       |
| Dinamarca   | Copenhague  | Aeropuerto de Copenhague-Kastrup                  | X     |       |
| España      | Barcelona   | Aeropuerto Josep Tarradellas Barcelona-El Prat    |       | X     |
| España      | Gerona      | Aeropuerto de Gerona                              | X     |       |
| España      | Madrid      | Aeropuerto Adolfo Suárez Madrid Barajas           |       | X     |
| España      | Valencia    | Aeropuerto de Valencia                            | X     |       |
| España      | Zaragoza    | Aeropuerto de Zaragoza                            | X     |       |
| Francia     | Beauvais    | Aeropuerto de Beauvais-Tillé                      |       | X     |
| Francia     | Estrasburgo | Aeropuerto de Estrasburgo                         | X     |       |
| Francia     | Lourdes     | Aeropuerto de Tarbes-Lourdes-Pirineos             |       | X     |
| Irlanda     | Dublín      | Aeropuerto de Dublín                              | X     | X     |
| Italia      | Bérgamo     | Aeropuerto de Bérgamo-Orio al Serio               |       | X     |
| Italia      | Bolonia     | Aeropuerto de Bolonia                             |       | X     |
| Italia      | Turín       | Aeropuerto de Turín-Caselle                       | X     | X     |
| Reino Unido | Londres     | Aeropuerto de Londres-Luton                       | X     | X     |
| Rumania     | Bacău       | Aeropuerto Internacional George Enescu            |       |       |
| Rumania     | Bucarest    | Aeropuerto Internacional de Bucarest-Henri Coandă |       |       |

### Antiguos destinos
| Países      | Destinos  | Aeropuertos                                |
| ----------- | --------- | ------------------------------------------ |
| Italia      | Roma      | Aeropuerto de Roma-Fiumicino               |
| Reino Unido | Liverpool | Aeropuerto de Liverpool-John Lennon        |
| Reino Unido | Londres   | Aeropuerto de Londres-Gatwick              |
| Rumania     | Brașov    | Aeropuerto Internacional de Brașov-Ghimbav |
| Rumania     | Craiova   | Aeropuerto de Craiova                      |
| Rumania     | Bucarest  | Aeropuerto de Bucarest-Băneasa             |

## Flota

### Flota actual
La flota de la aerolínea está compuesta en la actualidad por las siguientes aeronaves:
| Aeronaves       | En servicio | Pedidos | Pasajeros                                           | Pasajeros                                           | Pasajeros                                           | Matrículas                                          | Antigüedad                                          |
| Aeronaves       | En servicio | Pedidos | C                                                   | Y                                                   | Total                                               | Matrículas                                          | Antigüedad                                          |
| --------------- | ----------- | ------- | --------------------------------------------------- | --------------------------------------------------- | --------------------------------------------------- | --------------------------------------------------- | --------------------------------------------------- |
| Airbus A319     | 1           | —       | —                                                   | 144                                                 | 144                                                 | YR-URS                                              | 16,6 años                                           |
| Airbus A320-200 | 3           | —       | 12                                                  | 156                                                 | 168                                                 | YR-DSE                                              | 19,7 años                                           |
| Airbus A320-200 | 3           | —       | —                                                   | 180                                                 | 180                                                 | YR-RAM                                              | 16,1 años                                           |
| Airbus A320-200 | 3           | —       | —                                                   | 180                                                 | 180                                                 | YR-JUL                                              | 15,9 años                                           |
| Total           | 4           | —       | Edad media de la flota (febrero de 2025): 17,1 años | Edad media de la flota (febrero de 2025): 17,1 años | Edad media de la flota (febrero de 2025): 17,1 años | Edad media de la flota (febrero de 2025): 17,1 años | Edad media de la flota (febrero de 2025): 17,1 años |

### Flota histórica
Con anterioridad, Just Us Air operó las siguientes aeronaves:
| Aeronaves       | Total | Introducido | Retirado | Matrículas |
| --------------- | ----- | ----------- | -------- | ---------- |
| Airbus A321-200 | 1     | 2018        | 2021     | YR-NTS     |